# Haworth (cratère)
Pour les articles homonymes, voir Haworth.
Haworth est un cratère lunaire situé près du pôle sud, et localisé près des cratères Cabeus, Malapert et Shoemaker. À cette latitude, la lumière solaire n'arrive que de façon rasante, et il est ainsi presque perpétuellement plongé dans l'obscurité. Peu de détails sont discernables depuis le sol terrestre, en raison de la portée des ombres et sa morphologie n'est précise que par les sondes spatiales placées en orbite lunaire. Son contour est irrégulier avec de nombreux craterlets dans sa partie orientale qui ont fait disparaître tout son rebord et communique ainsi directement avec les cratères voisins Malapert et Shoemaker.  
En 2008, l'union astronomique internationale a donné le nom du chimiste britannique Walter Norman Haworth, Prix Nobel de chimie en 1937.